# Unidas Podemos
Unidas Podemos (voor 2019 Unidos Podemos) ("Samen kunnen we", waarin de eerste persoon meervoud vrouwelijk is) is een Spaanse politieke partijalliantie waar Podemos, Izquierda Unida en (tot september 2019) Equo deel van uitmaken. Zij zitten onder deze naam gezamenlijk in de Cortes Generales, dus zowel in het congres als de senaat, en opereren daar als ware het één enkele partij.
De combinatie nam voor het eerst in deze vorm deel aan de parlementsverkiezingen in 2016, en behaalde toen 67 van de 350 zetels in het congres, en 20 van de 266 zetels in de senaat. Voor de verkiezingen van 2019 ging de alliantie over van "Unidos Podemos" ("samen kunnen we" waarin "samen" in de mannelijke vorm geschreven is) in "Unidas Podemos" (waarin "samen" in de vrouwelijke vorm geschreven is). Deze wijziging is aangebracht om de alliantie in de feministische beweging te plaatsen, die op dat moment een belangrijke vlucht aan het nemen was. Bij die verkiezingen van november 2019 behaalde de Unidas Podemos 26 zetels in het congres en geen zetels in de senaat. Van deze 26 zetels in het congres, worden er 22 ingenomen door leden van Podemos, 3 door leden van Izquierda Unida en 1 door een onafhankelijke vertegenwoordiger. 